# Iliana Fox
Iliana Fox  (Anglia, 1977. január 3. –) angol születésű mexikói színésznő.

## Élete és pályafutása
Iliana Fox 1977. január 3-án született Angliában. 2001-ben az Amikor az enyém leszelben Diana Sánchez Serrano szerepét játszotta. 2011-ben az A Corazón Abierto című sorozatban játszott. 2013-ban megkapta Florencia szerepét a Fortuna című telenovellában.

## Filmográfia

### Telenovellák
- Prohibido amar (2013)
- Fortuna (2013)
- A corazón abierto (2011)
- Vivir por ti (2008)
- Machos (2005)
- El sonido del silencio (2004)
- La vida es una canción (2004)
- Női pillantás (Mirada de mujer: El regreso) (2003)
- Lo que callamos las mujeres
- Barquito de papel (2001)
- Amikor az enyém leszel (Cuando seas mía) (2001)
- Ellas, inocentes o culpables (2000)

### Filmek
- Las Aparicio (2013)
- Kilómetro 31 (2006)